# Weißenbach an der Enns
Weißenbach an der Enns ist eine ehemalige Marktgemeinde mit 483 Einwohnern (Stand 1. Jänner 2014) im Gerichtsbezirk bzw. Bezirk Liezen in der Steiermark. Seit 2015 ist sie im Rahmen der steiermärkischen Gemeindestrukturreform mit der Marktgemeinde St. Gallen zusammengeschlossen, die neue Gemeinde führt den Namen St. Gallen weiter.

## Geografie
Weißenbach an der Enns liegt im Naturpark Eisenwurzen im Bezirk Liezen im österreichischen Bundesland Steiermark, an der Mündung des Großen Billbachs in die Enns.

### Gliederung
Das Gebiet der ehemaligen Gemeinde umfasst folgende sechs Ortschaften (Einwohnerzahl Stand 1.1 2022):
- Bichl (45)
- Breitau (32)
- Oberlaussa (6)
- Unterlaussa (35)
- Weißenbach an der Enns (283)
- Wolfsbachau (18)

Dier Gemeinde Weißenbach bestand aus den beiden Katastralgemeinden Weißenbach an der Enns und Wolfsbachau.

### Ehemalige Nachbargemeinden
- Weyer und Rosenau am Hengstpaß (Oberösterreich) im Norden
- Altenmarkt bei Sankt Gallen und Landl im Osten
- Admont im Süden und Westen

## Geschichte
Weißenbach an der Enns wird im 12. Jahrhundert das erste Mal urkundlich genannt. Am 9. Jänner 1277 gab König Rudolf I. die Erlaubnis zum Bau einer Brücke über die Enns, die an der gleichen Stelle, wo sich die heutige Ennsbrücke befindet, gebaut wurde. In den vergangenen Jahrhunderten wurde diese Brücke mehrmals vom Hochwasser zerstört und immer wieder aufgebaut.
Drei Wirtschaftszweige waren es hauptsächlich, bei denen die Bewohner von Weißenbach und Umgebung bis ins 19. Jh. Arbeit und Brot fanden. Die Eisenindustrie mit einigen Hammerwerken, damit verbunden die Flößerei ennsabwärts und die Salzgewinnung. Bereits im 13. Jahrhundert wird die erste Eisenhammerstätte urkundlich erwähnt.
Die Aufhebung der Grundherrschaften erfolgte 1848. Die Ortsgemeinde als autonome Körperschaft entstand 1850. Nach der Annexion Österreichs durch Hitler 1938 kam die Gemeinde zum Reichsgau Steiermark, 1945 bis 1955 war sie Teil der britischen Besatzungszone in Österreich.
Nach der Schließung des Zellstoffwerkes im Jahr 1980, das vielen Einwohnern Arbeit gegeben hatte, kam es zu einem Bevölkerungsrückgang auf weniger als die Hälfte der Einwohnerzahl.

### Religionen
- römisch-katholisch 88,1 %
- evangelisch 1,6 %
- ohne rel. Bekenntnis 9,6 %
- andere 0,7 %

### Bevölkerungsentwicklung
Bevölkerungsentwicklung in der ehemaligen Marktgemeinde Weißenbach an der Enns

Daten laut Statistik Austria

## Verkehr
Der Bahnhof Weißenbach-St. Gallen liegt an einem Teilstück der Rudolfsbahn und wird täglich von mehreren Zugpaaren bedient, die bis St. Valentin oder Linz verkehren. Der Bahnhof stellt dabei den Endbahnhof des regelmäßigen Personenverkehrs dar, ennsaufwärts folgende Bahnhofe wie der Bahnhof Hieflau werden nur von einem Zugpaar an Wochenendtagen bedient. Die  Buchauer Straße B 117, die in Altenmarkt bei St. Gallen von der Eisen-Straße B 115 abzweigt, führt durch den Ort und weiter über St. Gallen und den Buchauer Sattel wieder zurück ins Ennstal.

## Politik und Wappen
Bürgermeister war bis 31. Dezember 2014 Herbert Baumann (ÖVP). Der ehemalige Gemeinderat setzte sich nach den Wahlen von 2010 wie folgt zusammen: 6 ÖVP, 3 SPÖ.
| Wappen von Weißenbach an der Enns | Blasonierung: „Im roten Schild ein silberner schräglinker Wellenbalken, rechts oben begleitet von einer silbernen, sich gegenläufig eindrehenden Papierrolle, links unten von einem silbernen Grandel mit acht silbernen Örteln.“ |
| Wappen von Weißenbach an der Enns | Die Verleihung des Gemeindewappens erfolgte mit Wirkung vom 1. Juni 1977. |

## Bildung und Sehenswürdigkeiten
- In Weißenbach gibt es einen Kindergarten, eine Volksschule, eine Hauptschule/NMS und eine Musikschule.

- Ehemaliger Schüttkasten

## Persönlichkeiten

### Ehrenbürger
- Herbert Baumann († 2018), Bürgermeister von Weißenbach an der Enns 1995–2014

### Söhne und Töchter der Gemeinde
- Hannelore Buder (* 1943), Politikerin
- Gudrun von Mödling (* 1965), Model, Buchautorin, siehe -> https://www.gudrunvonmoedling.at/

### Mit der Gemeinde verbundene Persönlichkeiten
- Heinrich I. von Admont (* um 1050–1112), Abt des Stifts Admont, ertrank hier im hochwasserführenden Weißenbach